# Abdullah Ibrahim
Adolph Johannes Brand, mer känd under artistnamnet Abdullah Ibrahim och tidigare Dollar Brand, är en sydafrikansk jazzmusiker, främst pianist. Han föddes i Kapstaden den 9 oktober 1934. Ibrahim är en av de ledande artisterna inom subgenren "cape jazz". Mest känd är han för jazzstycket "Mannenberg", som blev en inflytelserik låt inom anti-apartheid rörelsen.
Ibrahim gästade Sverige ett flertal gånger. När han i april 1964 under sin första Europaturné spelade en vecka på Gyllene Cirkeln i Stockholm var han tämligen okänd. Därefter återkom han till Stockholm och jazzklubben Fasching flera gånger. I Sverige betraktades han av sin publiksom lite av en frihetskämpe.